# Камышловский лог

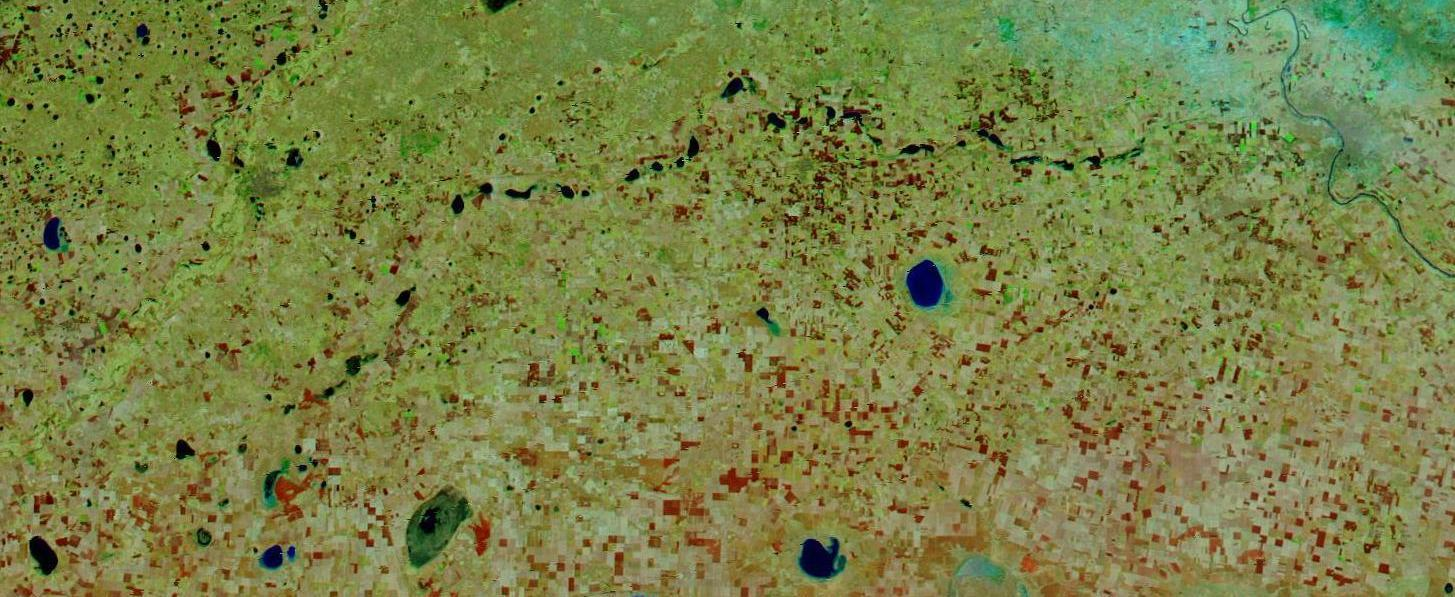
Камышловский лог (вид из космоса)

Камышло́вский лог — древняя долина реки Камышловки в Омской области России и Северо-Казахстанской области Республики Казахстан. Ныне является цепью солёных и пресных озёр.

## Физиография

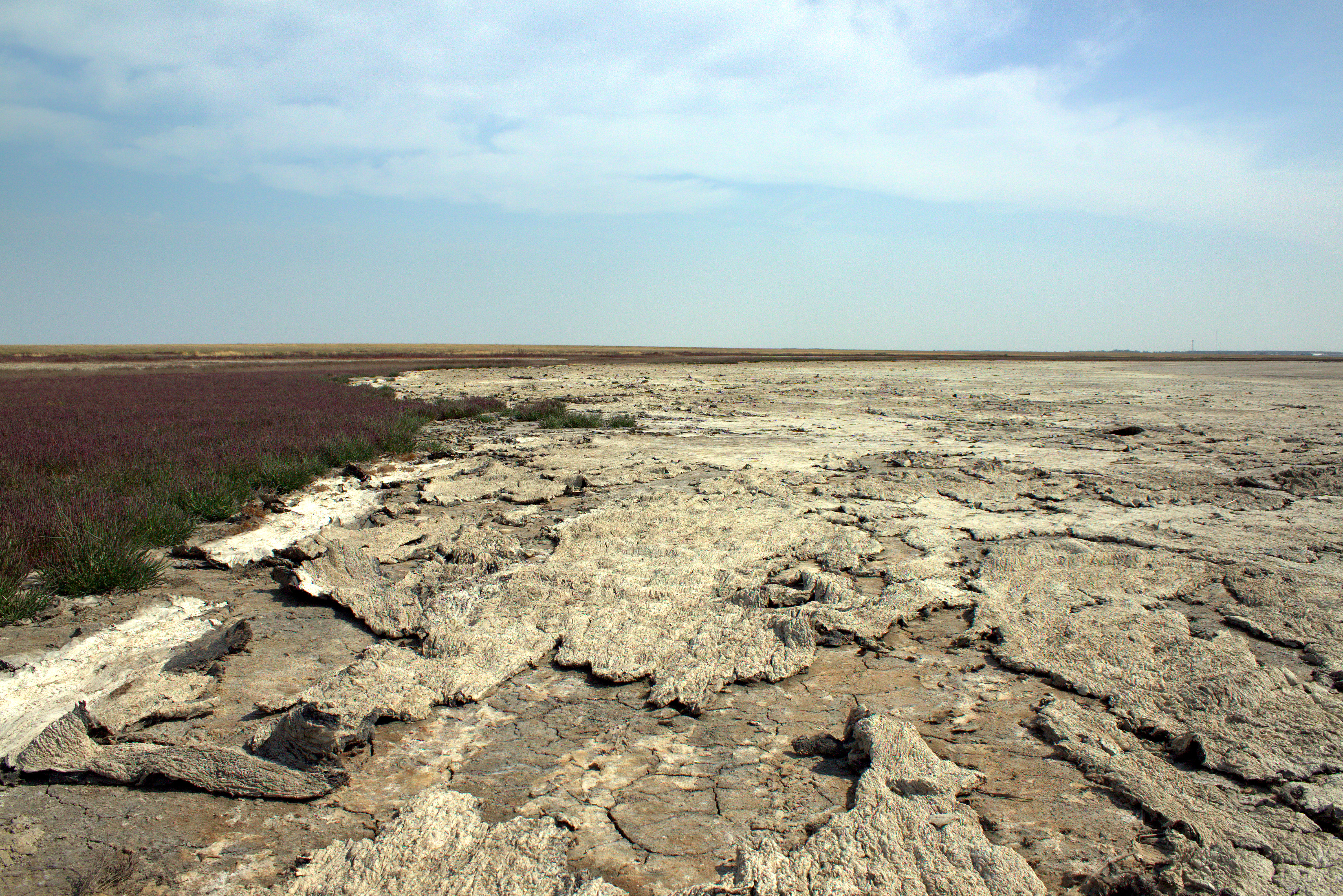
Пикетное — солёное озеро Камышловского лога

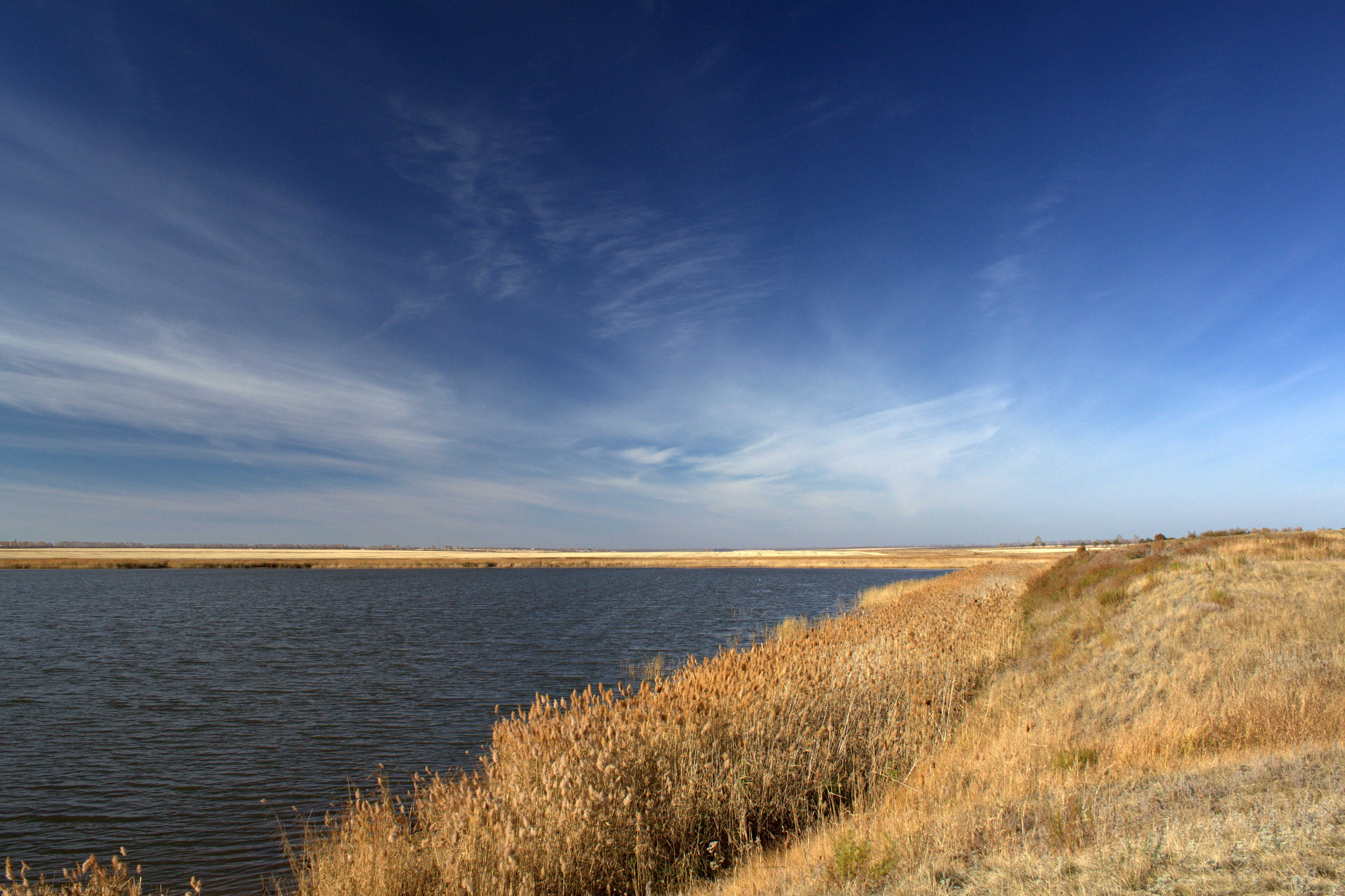
Покровское — пресное озеро Камышловского лога

Средняя ширина Камышловского лога составляет от 1 до 20 км при глубине 10—20 м. Начинается он небольшой речкой Камысакты, стекающей с Кокчетавской возвышенности и впадающей в озеро Большой Тарангул, от которого Камышловский лог прослеживается цепью озёр вплоть до Иртыша на протяжении почти 500 км. Озёра в основном мелководные, некоторые даже пересыхающие в летнее время, имеют пресную или солёную воду. Наиболее крупные — Райнфельд, Покровское, Песчаное, Чурино, Северное, Сергеевское, Жёлтое, Овцеводское, Круглое, Топкое. Древнее русло реки протекало по котловине Бозарал.

## Состав воды
Химический состав и минерализация озёр отличаются пестротой: в озере Большой Тарангул вода пресная (0,5 г/л) хлоридно-гидрокарбонатно-натриевого состава, а вниз по долине увеличивается число солоноватых и солёных озёр сульфатного и сульфатно-галоидного типа.

## Климат
Климат в районе Камышловского лога — резко континентальный: зима холодная, солнечная и снежная, лето жаркое, сухое. Средняя температура января −19 °C, июля +19 °C, с типичными отклонениями до −35 °C и +35 °C, соответственно. Осадков 300−400 мм в год.
Климат степей по сравнению с лесостепной зоной отличается большой продолжительностью вегетационного и безморозного периодов, большими среднегодовыми и среднемесячными температурами, большой сухостью. Поэтому земли степей страдают от недостатка влаги: в среднем в год тут выпадает 250—300 мм осадков, в 1,5—2 раза меньше, чем в центральных районах России.

Тихий степной вечер. Медно-красный диск солнца уже коснулся далекого мглистого горизонта. Домой выбираться поздно — задержался тут я со своими насекомьими делами и готовлюсь ко сну, благо, во фляжке осталась вода и есть противокомариная «Дэта», которая здесь очень нужна: на крутом берегу солоноватого озера великое множество этих надоедливых кусак.
Дело происходит в степи, в Камышловской долине — остатке бывшего мощного притока Иртыша, превратившегося из-за распашки степей и вырубки лесов в глубокий и широкий лог с цепочкой вот таких солёных озёр. Безветренно — не шелохнется даже травинка. Над вечерним озером мелькают утиные стайки, слышится посвист куликов. Высокий небосвод жемчужного цвета опрокинулся над затихающим степным миром. Как же хорошо здесь, на приволье!

## Историческая справка

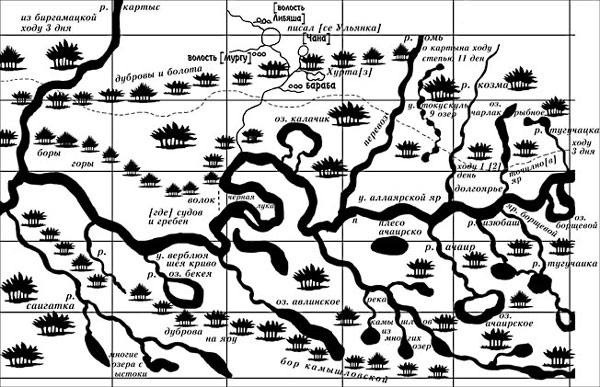
Река Камышловка в Чертёжной книге Сибири С. У. Ремезова, 1701 год

Образование минерализованных озёр в Западной Сибири относится к четвертичному периоду. Ледник, наступающий с севера, создал подпор рек Обь-Иртышского бассейна. По этой причине образовалось гигантское пресное море. Впоследствии в результате испарения это море распалось на ряд крупных озёр.
В дальнейшем крупные озёра частично усохли, частично распались на мелкие, с различной степенью минерализации.
Для степной и южной лесостепной зон Западной Сибири, в том числе Омской области, характерен циклический ход уровней воды, чередование многоводных и маловодных периодов с общей продолжительностью цикла в 50—60 лет с продолжительностью многоводного и маловодного периодов в 25—30 лет. По данным Института озёроведения пики многоводных периодов наблюдались в 1705—1715, 1750—1760, 1787—1798, 1820—1832, 1856—1870, 1910—1920, 1948—1955, 1985—1992 годах, а пики маловодных периодов в 1730—1740, 1767—1778, 1805—1813, 1840—1853, 1875—1885, 1935—1944, 1974—1984 годах.
За весь период с конца XVI века наиболее низкое маловодье, которое можно назвать катастрофическим, приходится на период 1875—1885 годов. В этот период многие озёра превратились в так называемые «урочища» с луговой растительностью или пустынные впадины с редкой растительностью. Водность оставшихся озёр была чрезвычайно мала, уровни воды были низкими, а глубина исчислялась сантиметрами.
Первые географические сведения о реке Камышловке, «которая течет из многих озёр, связанных между собою сплошною протокою», находятся в Чертёжной книге Сибири, составленной Семёном Ремезовым в 1701 году. Сплошное течение по Камышловскому логу обозначено в «Атласе Государственной империи» издания 1745 года. В 1768 году академик П. С. Паллас в труде «Путешествие по разным местам Российского государства» пишет: «Камышловка сколь ни мала собою бежит здесь весьма быстро». Упоминает об этой реке и Г. Ф. Миллер среди описаний междоусобных действий в южных районах Западной Сибири: «…Прибыл тайша Сайчак с царевичем Ишимом, сыном хана Кучума, и принёс весть о том, что калмыки, разбитые Алтын-Ханом, вынуждены были спасаться в русские пределы. Значительное число калмыков стало также по ту сторону Тары, к западу от реки Иртыша, по речке Камышлову…».
В XVIII веке Камышловка превратилась в цепь длинных озёр, соединявшихся между собой протоками, и восстанавливалась в периоды многоводий. В XIX веке постепенно прекратилось течение между озёрами. Сток по едва заметному руслу последний раз имел место в 1865 году, когда вода дошла до села Полудино. В многоводные годы воды из озера Большой Тарангул сбрасываются в долину, периодически частично опресняя горько-солёные озёра Камышловского лога.
Существует версия, что в районе Явленки, Покровки и Александровки Камышловка соединялась с Ишимом и по её долине шёл сброс части вод Ишима в Иртыш.

## Животный и растительный мир
В пресных озёрах Камышловского лога водится рыба — карась серебряный, щука, окунь, гольян. Фауна солёных озёр представлена солелюбивыми рачками-артемиями и мухами.
Камышловский лог является охраняемой орнитологической территорией, на которой гнездятся птицы, занесённые в Красную книгу России: лебедь-шипун, кроншнеп, шилоклювка, ходулочник, большая белая цапля, савка и др.
Окружающая местность представляет собой участки осиново-берёзовых лесов (колки), чередующихся с остепененными лугами и степями. В лесных колках растут кустарники: кизильник, смородина, шиповник. Распространены луговые и степные травы: прострел, пырей, лапчатка, мышиный горошек, клевер и т. д. Обширные территории лесостепей используются под сельскохозяйственные угодья. Между лесными колками сохранились небольшие участки лугов и степей со злаково-полынной растительностью. Наиболее распространенные животные: заяц-беляк, ёж, обыкновенная лисица, корсак, кукушка, ящерица прыткая и т. д.

## Восстановление Камышловского лога
В 1980-е годы сотрудники института «Казгипроводхоз» приступили к разработке проекта обводнения первой очереди системы озёр верхней части Камышловского лога, которая получила условное название «Бозарал» и включала десять пресноводных озёр — от Большого Тарангула до Питного.
Обводнение системы озёр лога должно было обеспечиваться за счёт искусственной подачи (по каналу) части весеннего стока Ишима и его правого притока Нижнего Бурлука (Иман-Бурлука). К 1987 году до максимальной отметки пополнено водой озеро Малый Тарангул (не относится к Камышловскому логу) и значительно поднят уровень озера Большой Тарангул. В обоих озёрах восстановлены рыбные запасы. Весной 1987 года в Большой Тарангул поступило 170 тыс. м³. воды в сутки и около 50 м³ вытекало в ручей Баскарасу, воды которого вместе с весенними талыми водами должны пополнить вначале озеро Сарыгуль, а далее и озеро Желанды. Однако к 1991 году все работы были прекращены в виду отсутствия средств.

## Интересные факты
- В 1752—1755 годах вдоль Камышловского лога (от Омска до Петропавловска) была построена Тоболо-Ишимская (Пресногорьковская) линия укреплений[4]. Впоследствии вдоль этой линии в конце XIX века была проведена Транссибирская магистраль.

- В городе Исилькуль, расположенном вблизи Камышловского лога, жил и изучал насекомых знаменитый энтомолог, художник-анималист, В. С. Гребенников.